# Đào (họ)
Đào (chữ Hán: 陶) là một trong những họ của người Việt Nam, Triều Tiên, và Trung Quốc. Trong danh sách Bách gia tính, họ này đứng thứ 31, về mức độ phổ biến, họ này xếp thứ 98 ở Trung Quốc theo số liệu năm 1990.

## Việt Nam